# Сахаровка (Костанайская область)
Сахаровка (каз. Сахаров) — упразднённое село в Камыстинском районе Костанайской области Казахстана. Входило в состав Жаилминского сельского округа. Находится примерно в 39 км к югу от районного центра, села Камысты. Код КАТО — 394847300. Упразднено в 2019 г.

## Население
В 1999 году население села составляло 205 человек (104 мужчины и 101 женщина). По данным переписи 2009 года, в селе проживало 39 человек (18 мужчин и 21 женщина).